# Statenstraat
De Statenstraat (Maastrichts: Staotestraot) is een korte straat in het centrum van de Nederlandse stad Maastricht. De Statenstraat is een zijstraat van het Vrijthof. De straat ontleent zijn naam aan het voormalige Statenhuis, dat in 1913 werd afgebroken voor de bouw van het hoofdpostkantoor en dat inmiddels een andere bestemming heeft. De straat telt zes rijksmonumenten en een gemeentelijk monument.

## Ligging, inrichting
De Statenstraat ligt in de buurt Binnenstad, onderdeel van de wijk Maastricht-Centrum. De ongeveer 80 m lange straat heeft een licht gebogen verloop en is min of meer noord-zuid georiënteerd. De straat vormt de verbinding tussen de Grote Gracht enerzijds, en het Vrijthof en het Keizer Karelplein anderzijds. De Statenstraat heeft geen zijstraten.
Zoals veel straten in het centrum van Maastricht is de Statenstraat geplaveid met kasseien, gelegd in een waaierpatroon. De stoepen bestaan eveneens uit kasseien, op de meeste plaatsen diagonaal gelegd een ruitpatroon vormend. De openbare verlichting is beperkt tot een tweetal straatlantaarns. Openbaar groen ontbreekt. In de straat geldt eenrichtingverkeer van zuid naar noord. Die regeling geldt niet voor fietsers. In het noordelijk deel van de straat is een schoolzone ingesteld met een maximumsnelheid van 15 km/h, aansluitend op een dergelijke zone op de Grote Gracht. Op een viertal parkeerplaatsen bij het gebouw The Post na, zijn er geen openbare parkeervoorzieningen.

## Geschiedenis

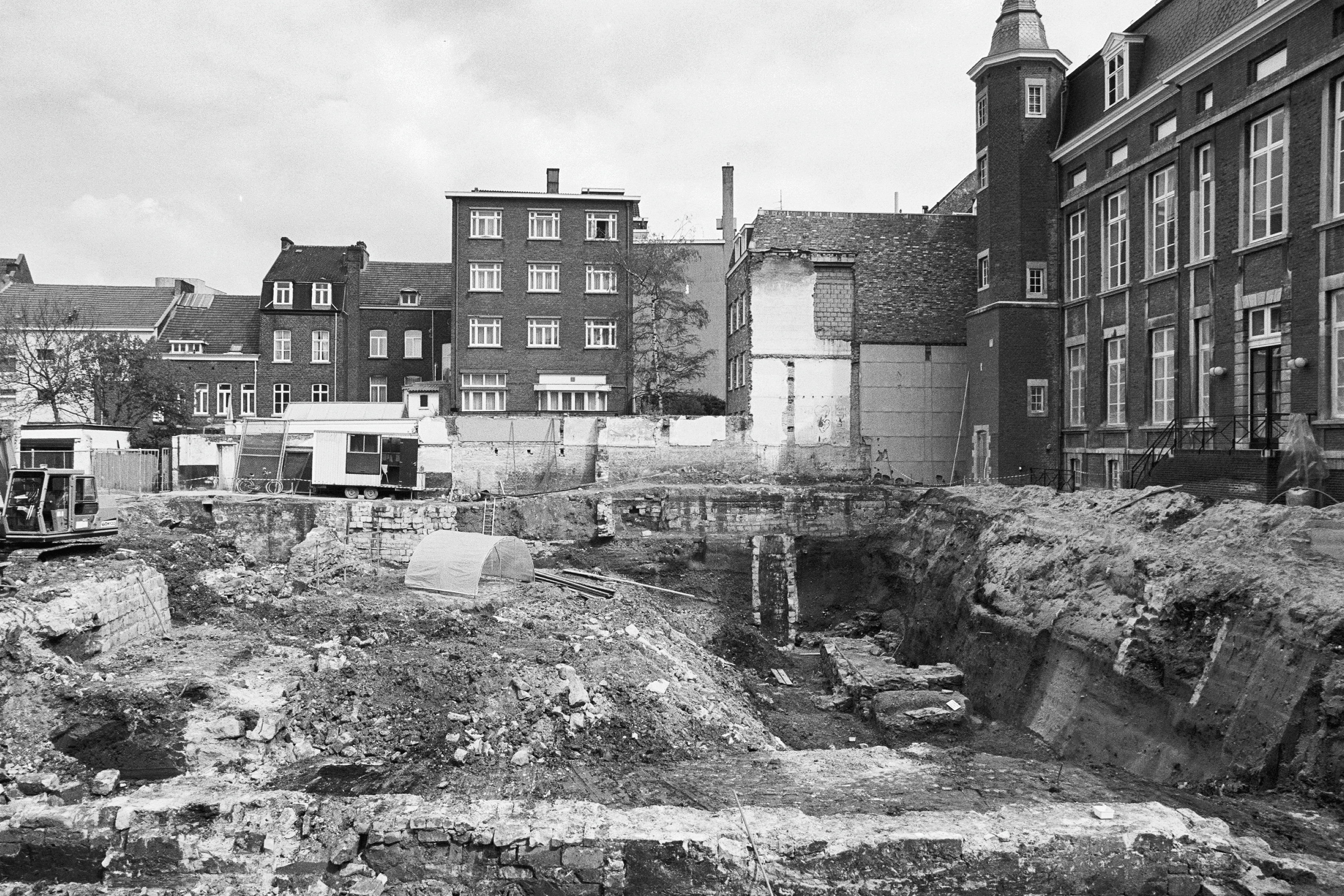
Opgraving Theater aan het Vrijthof (1989). Fundamenten van het Wittevrouwenklooster en – in de diepe sleuf – de vermoedelijke palts

### Vroegste geschiedenis
Door archeologisch onderzoek is komen vast te staan dat de Romeinse hoofdweg, tegenwoordig meestal aangeduid als Via Belgica, min of meer het tracé van de Grote Staat en de noordzijde van het Vrijthof volgde. Opgravingen hebben aangetoond dat hier al in de eerste eeuw na Chr. gewoond en gewerkt werd. Aan de weg tussen de Romeinse brug van Maastricht en de begraafplaats (op het Vrijthof) lagen langgerekte, op de weg georiënteerde percelen met gebouwen van hout en leem. Het gebied rond de huidige Statenstraat lag vermoedelijk net buiten de bebouwingskern.
Op het aan de Statenstraat grenzende bouwterrein van het Theater aan het Vrijthof werd in 1988-'89 door de archeologen Titus Panhuysen en Ron Hulst archeologisch onderzoek verricht. Daarbij werden zeer zware fundamenten aangetroffen van wat vermoedelijk een tiende- of elfde-eeuwse palts is geweest, mogelijk een koninklijke palts van de Salische en Staufische vorsten, mogelijk een hertogelijke palts van Giselbert II van Maasgouw, hertog van Lotharingen. Die laatste zou in deze omgeving ook een eerste verdedigingsmuur hebben gebouwd, de Ottoonse muur. Bij de opgraving kon de westelijke begrenzing van de palts niet worden vastgesteld, maar duidelijk is dat deze op niet meer dan enkele tientallen meters van de huidige Statenstraat lag. De afbraak van de vermoedelijke palts werd door Panhuysen in het eerste kwart van de dertiende eeuw geplaatst.

### Late middeleeuwen en ancien régime
Op de plaats van de gesloopte palts werd vermoedelijk tussen 1230 en 1250 een convent van magdalenazusters ("witte vrouwen") gesticht, het Wittevrouwenklooster, het oudste vrouwenklooster in de stad Maastricht. Aanvankelijk konden hier "gevallen meisjes" terecht, maar al in 1261 werd een andere kloosterregel aangenomen en waren alleen nog vrouwen van onbesproken gedrag, liefst van adel, welkom. De kloosterkapel lag evenwijdig aan de noordwand van het Vrijthof. De kloostervleugels lagen daarachter, niet zichtbaar vanaf de straat. Vanaf de vijftiende eeuw trok het klooster veel pelgrims vanwege de aanwezigheid van het beeld van de Zwarte Christus. In de zestiende en zeventiende eeuw werd het klooster vernieuwd en uitgebreid. Dwars op de toen nog smalle Statenstraat werden twee vleugels gebouwd, waarvan één uit 1619 met fraaie Maaslandse renaissancegevels.
De stichting van het Wittevrouwenklooster viel ongeveer samen met de bouw van de eerste stadsmuur van Maastricht in het tweede kwart van de dertiende eeuw. In het noordelijk stadsdeel volgde de muur het tracé van de Grote en Kleine Gracht. Aan de noordzijde van de Statenstraat bevond zich een kleine poort of poterne in de stadsmuur, het Eggerixpoortje ("eggerixgat", "eggerisgaet", "Eygereisporte"). De Statenstraat was toen niet meer dan een smalle steeg, die werd aangeduid als Eggerixstraatje ("Egrix ruwe"). In de veertiende eeuw bleek de eerste stadsomwalling te krap en werd de tweede stadsmuur gebouwd. De eerste stadsmuur bleef in gebruik als reserveverdedigingslinie. Het Eggerixpoortje werd in de zestiende eeuw Royporte genoemd, naar de erop aansluitende Roey strate, de tegenwoordige Capucijnenstraat (zie schetsplattegrond hiernaast).
Eind zestiende eeuw vestigden zowel het Brabants munthuis als de schepenbank van de Vroenhof zich op de hoek van het Vrijthof en het Statenstraatje. Naar het functioneren van deze instellingen is nog weinig onderzoek gedaan. Over de toenmalige huisvesting is in het geheel niets bekend. In de loop van de zeventiende eeuw werd het munthuis gesloten (1632) en vertrok de schepenbank naar het nieuwe Stadhuis op de Markt (ca. 1665). Het pand werd daarna bestemd als logeeradres van de Staatse commissarissen-deciseurs en afgevaardigden van de Raad van State, die elkaar afwisselden in tweejaarlijkse bezoeken aan Maastricht. Begin achttiende eeuw werd hiertoe een nieuw pand opgetrokken, het Statenhuis, dat deze functie behield tot het eind van het ancien régime.

### Franse Tijd en later
De inname van Maastricht door de Franse revolutionairen in 1794 en de daarop volgende opheffing van de kloosters, brachten voor de Statenstraat en omgeving ingrijpende veranderingen met zich mee. Het Wittevrouwenklooster werd in 1795 opgeheven, waarna de gebouwen per opbod werden verkocht. De rijke tabaks- en meekraphandelaar Petrus Franciscus de Ceuleneer kocht het klooster in 1803 (of eerder). Na de sloop van de kloosterkapel bouwde hij aan het Vrijthof een fraai stadspaleis, later Generaalshuis genoemd. De voormalige kloostervleugels, waaronder de twee vleugels grenzend aan de Statenstraat (toen rue de l'État), bleven voorlopig gehandhaafd en werden in gebruik genomen als bedrijfsgebouwen. Op een plattegrond van het Generaalshuis van architect François Hermans is te zien dat in de noordelijke vleugel een meekrapmolen (moulin de garance) was ingericht. Na De Ceuleneer woonde hier onder anderen de bekende generaal B.J.C. Dibbets, commandant van de vesting Maastricht tijdens de blokkade van 1830-1838, aan wie het Generaalshuis zijn naam dankt. De bijgebouwen werden verhuurd voor verschillende doeleinden. Een deel werd verbouwd tot woningen. Vanaf 1855 was de vrijmetselaarsloge La Persévérance op de bovenverdieping van een vleugel aan de Statenstraat gevestigd. Van 1915 tot 1977 deed het complex dienst als hoofdbureau van politie, stadsarchief en bibliotheek. Omstreeks 1990 werd achter het Generaalshuis het Theater aan het Vrijthof gebouwd, waarbij aan de Statenstraat de laatste restanten van het klooster verdwenen, met uitzondering van het verminkte en geheel ingebouwde pand Statenstraat 11/11A.
Aan de overkant van de straat deden zich eveneens grote veranderingen voor. Hier lag het achttiende-eeuwse Statenhuis, dat zich met zijn bijgebouwen uitstrekte vanaf het Keizer Karelplein tot aan de Grote Gracht. In de Franse Tijd en enige tijd daarna deed het dienst als gerechtsgebouw. In 1829 werd het gebouwencomplex verkocht en gesloopt, dan wel ingrijpend verbouwd tot herenhuis, dat evenwel de naam Statenhuis behield. Eigenaar was aanvankelijk de arts Joseph Bosch (1794-1874), die het enorme complex waarschijnlijk verhuurde. Begin twintigste eeuw werd het herenhuis bewoond door de weduwe A. Bonhomme-Boots. Zij verkocht het pand in 1913 aan het Rijk, die er, na de sloop, het nog bestaande  hoofdpostkantoor bouwde, thans een hotel-appartementenverhuurbedrijf.
Voor zover de genoemde afbraak- en nieuwbouwcampagnes nog enkele huizen in de Statenstraat onberoerd hadden gelaten, zorgden negentiende-eeuwse rooilijncorrecties ervoor dat ook deze panden verdwenen. Gedurende de eerste helft van die eeuw werden wel plannen gemaakt voor de verbetering van de verkeersdoorstroming voor diverse locaties in de stad, maar in de meeste gevallen kwam daar niets van. Zo liet de gemeente in 1829 de kans voorbijgaan om het Statenhuis aan te kopen om zodoende het Statenstraatje te verbreden en een betere verbinding tot stand te brengen tussen de Capucijnenstraat en het Vrijthof. In 1830 bood de particuliere koper van het Statenhuis zelfs aan om een deel van de grond af te staan voor dat doel, maar de gemeente sloeg het aanbod af "omdat geene redenen bestaan". Dertig jaar later werden die redenen wel gezien. Vanaf 1864 werd geleidelijk een rooilijncorrectie verkregen door afbraak van panden aan de oostzijde van de straat. Pas na de sloop van het tweede Statenhuis in 1915, werd ook de aansluiting bij het Vrijthof verruimd, echter niet aan de westzijde, waar een braakliggend terrein lag, maar aan de overkant, vanwege de aansluiting bij de eerder gesloopte en herbouwde panden. Bij die gelegenheid verdween de monumentale zijgevel van het hoekpand Vrijthof 44.
Vanwege de dominante aanwezigheid van het klooster-/theatercomplex en het Statenhuis/postkantoor, en mede door de enigszins afzijdige ligging ten opzichte van het kernwinkelcentrum en het uitgaanscentrum, heeft de Statenstraat zich nooit kunnen ontwikkelen tot een echte winkel- of horecastraat. Wel was in het hoekpand Vrijthof 44 lange tijd een hotel-café-restaurant gevestigd, aanvankelijk De la Poste genoemd, na de bevrijding van Maastricht veranderd in Hotel Woolwich.

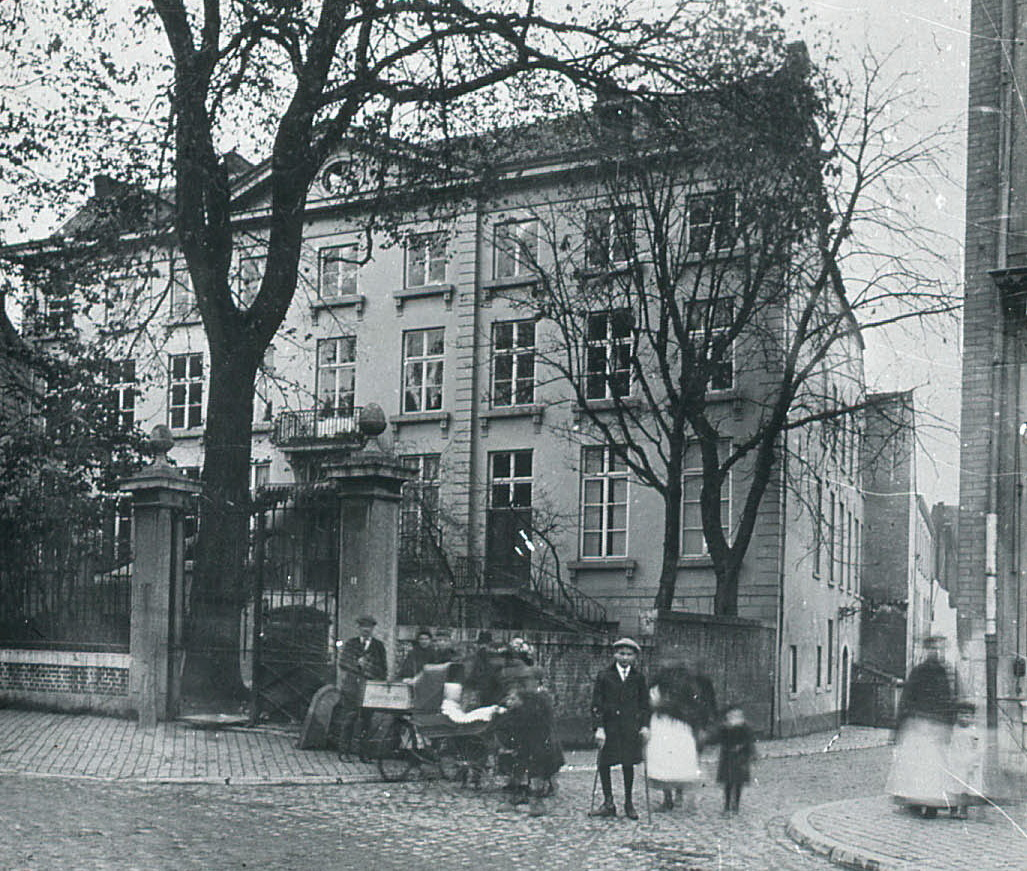
Tweede Statenhuis, vanaf de hoek Vrijthof (Alexander Simays, 1912)
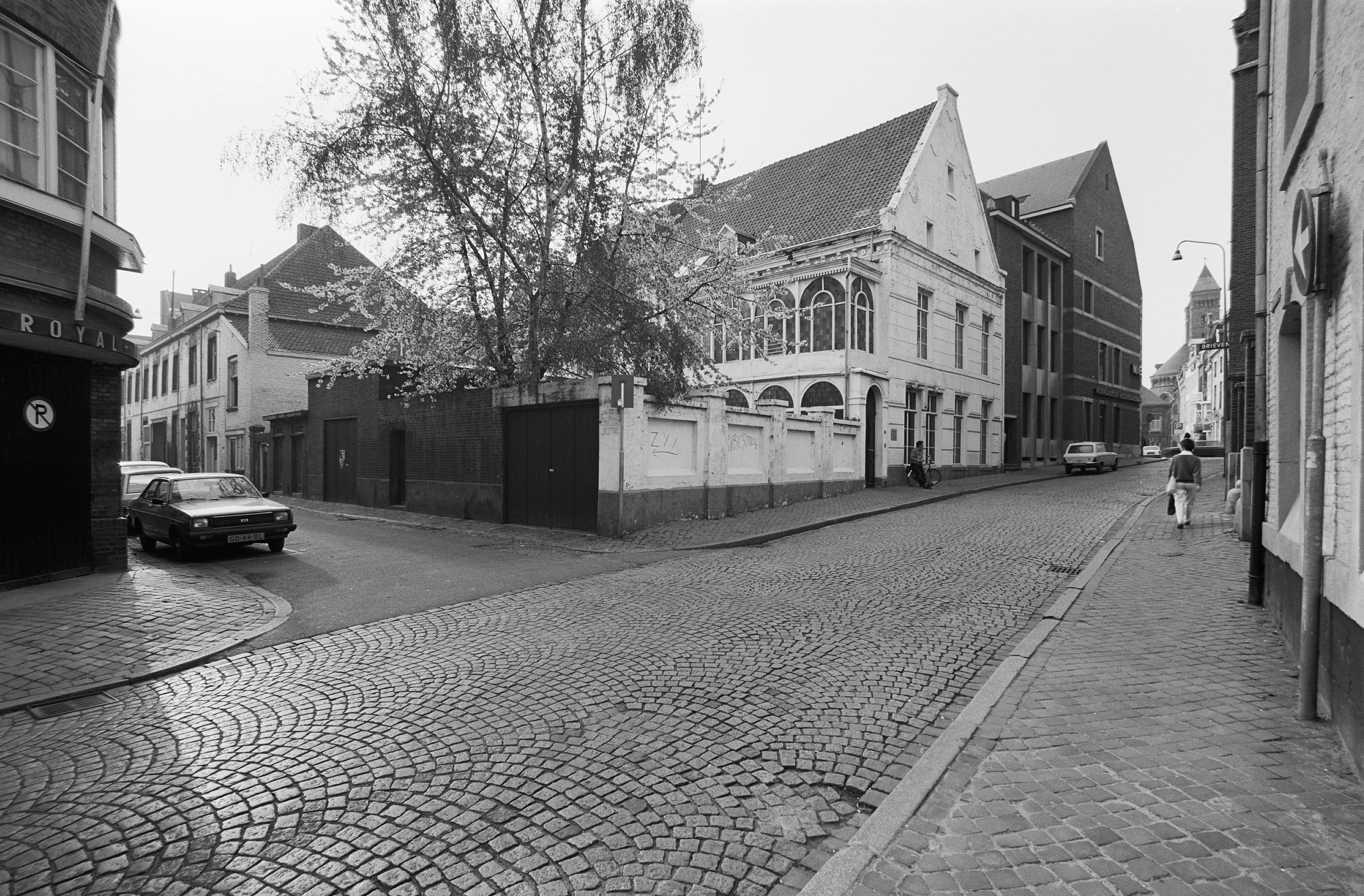
Gezicht naar het zuidoosten (Loek Tangel, 1982)
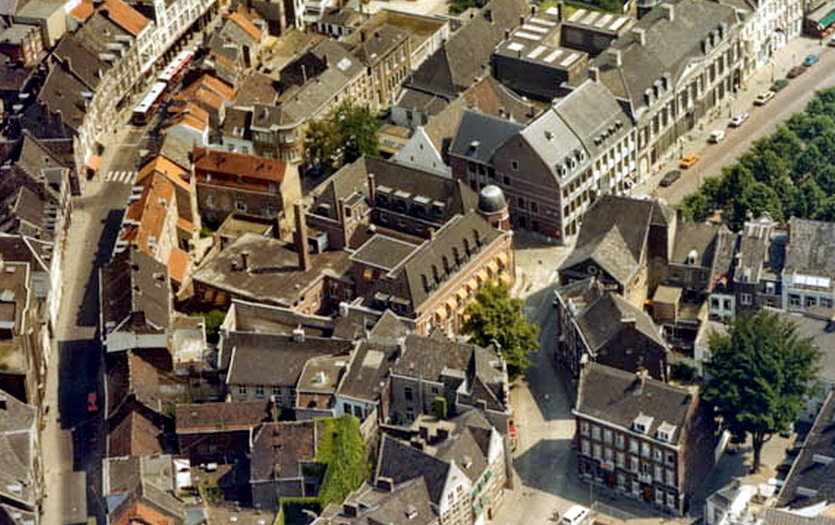
Luchtopname Helmstraat en omgeving vanuit het westen, 1982
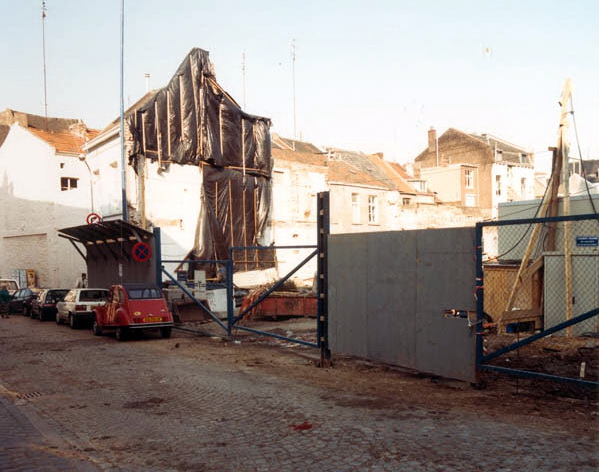
Bouwterrein Theater aan het Vrijthof, zijde Statenstraat, 1990

## Architectuur, erfgoed

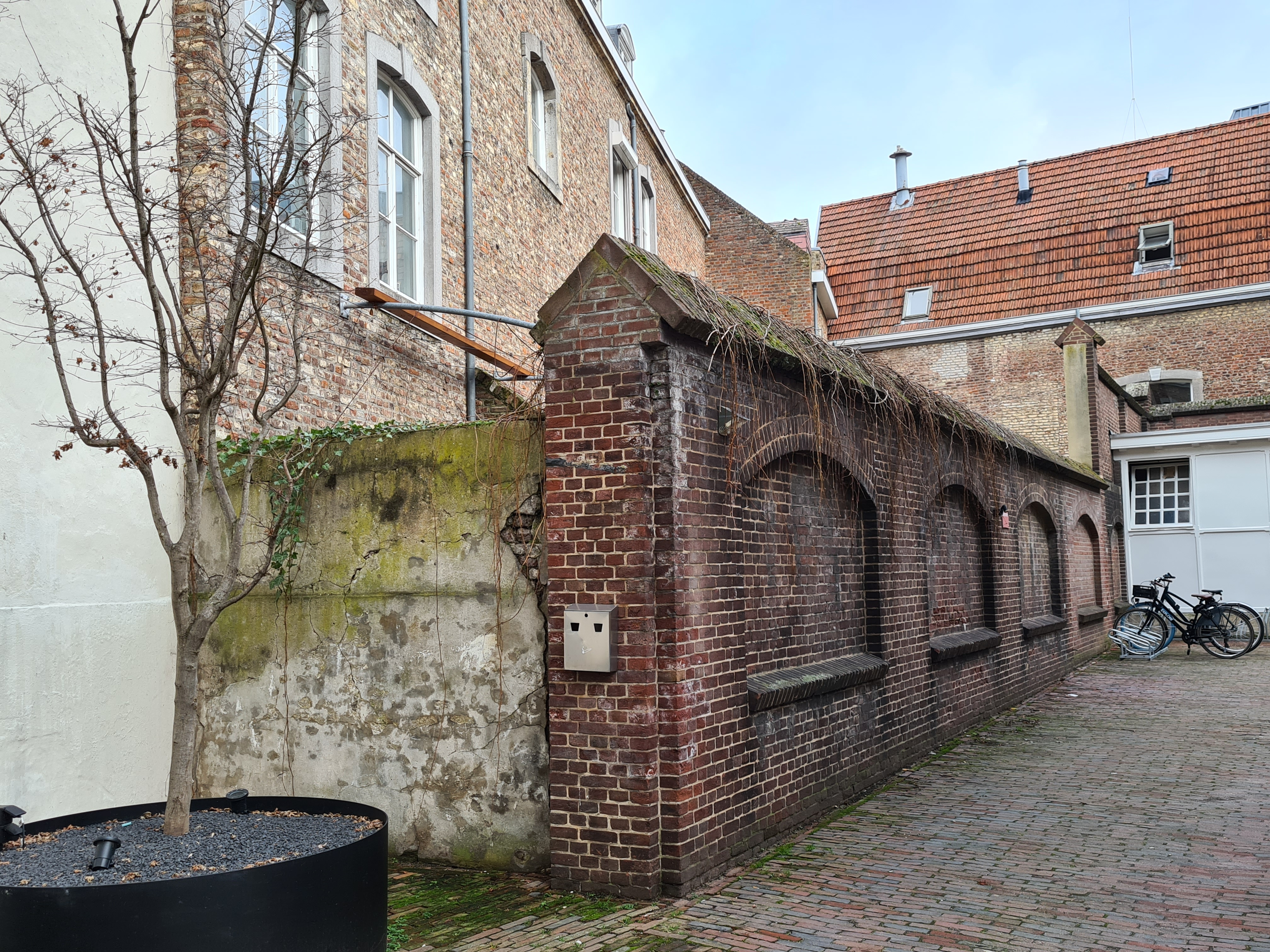
Erfafscheiding hoofdpostkantoor achter Grote Gracht 67-71 en Statenstraat 2 (2024)

De Statenstraat is onderdeel van het beschermd stadsgezicht van Maastricht. In de straat liggen zes rijksmonumenten en één gemeentelijk monument. Van de zes rijksmonumenten hebben er slechts drie hun hoofdadres aan de Statenstraat.

### Westelijke straatwand
- Statenstraat 4-6 is het voormalige hoofdpostkantoor van Maastricht, gebouwd in 1915-1918 naar ontwerp van Marinus Jan Granpré Molière onder leiding van rijksbouwmeester Daniël Knuttel, deels in expressionistische stijl. Na opheffing van het postkantoor werd het in 2011-2013 door Wiel Arets verbouwd tot short stay-appartementencomplex.
- Statenstraat 2 is een achttiende-eeuws woonhuis met een brede lijstgevel, waarvan de bovenverdieping later is bijgebouwd. De segmentbogige deur- en vensteromlijstingen zijn van Naamse steen.[23]
- Grote Gracht 67 is een groot zeventiende-eeuws hoekhuis. De wit geverfde zijgevel aan de Statenstraat telt een tiental sierankers.[24]

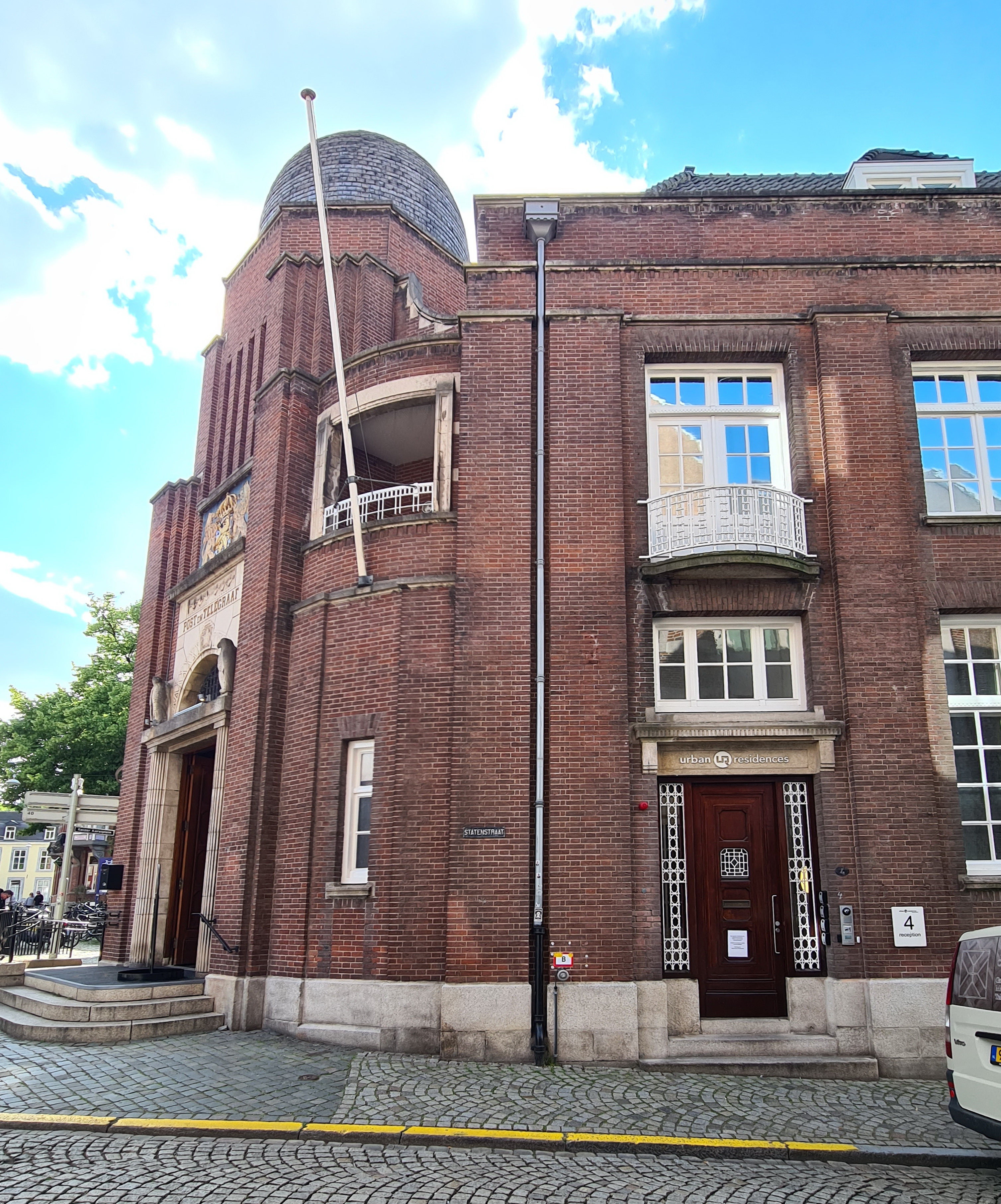
Statenstraat 4-6, hoofd- en zijingang
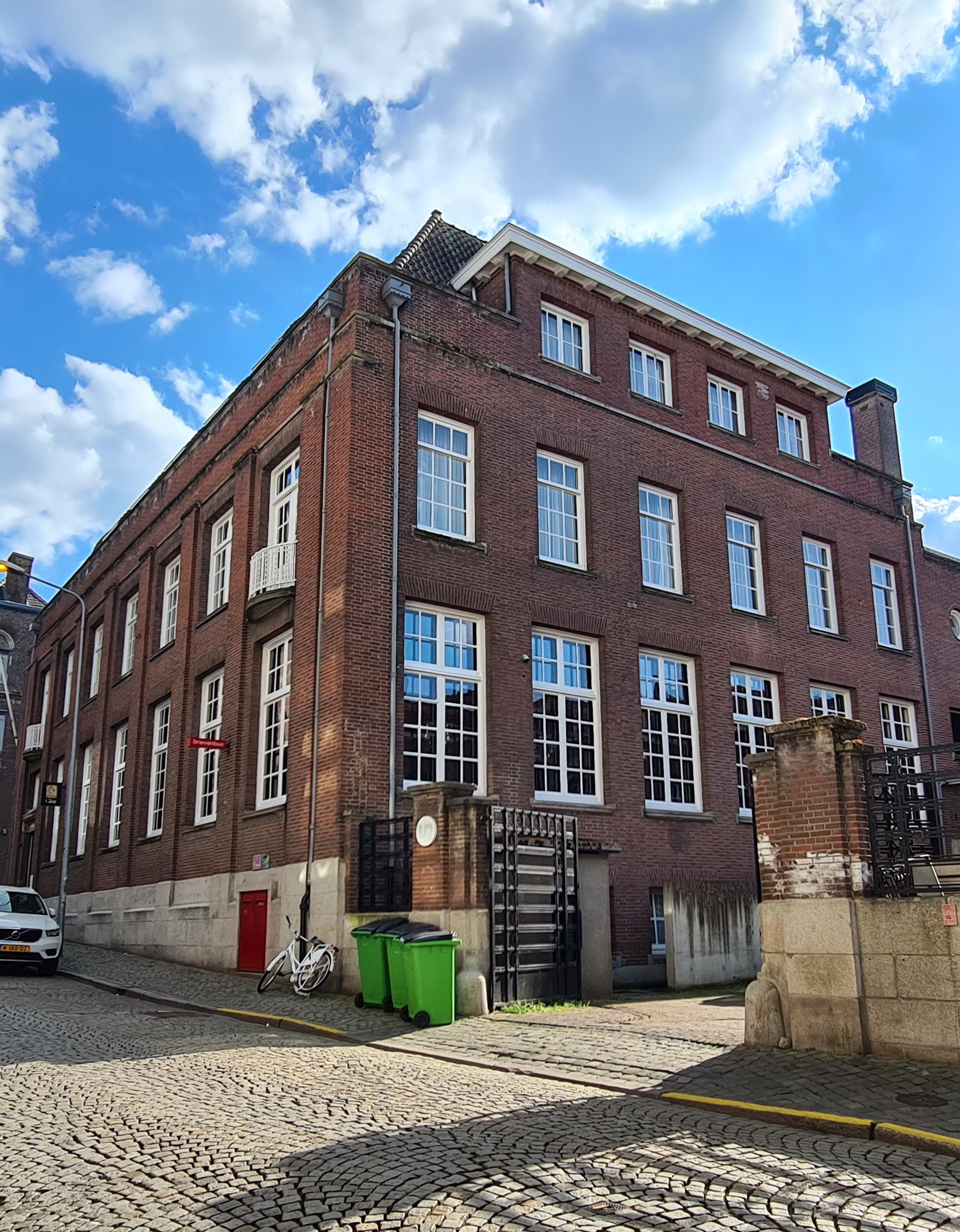
Idem, noordvleugel
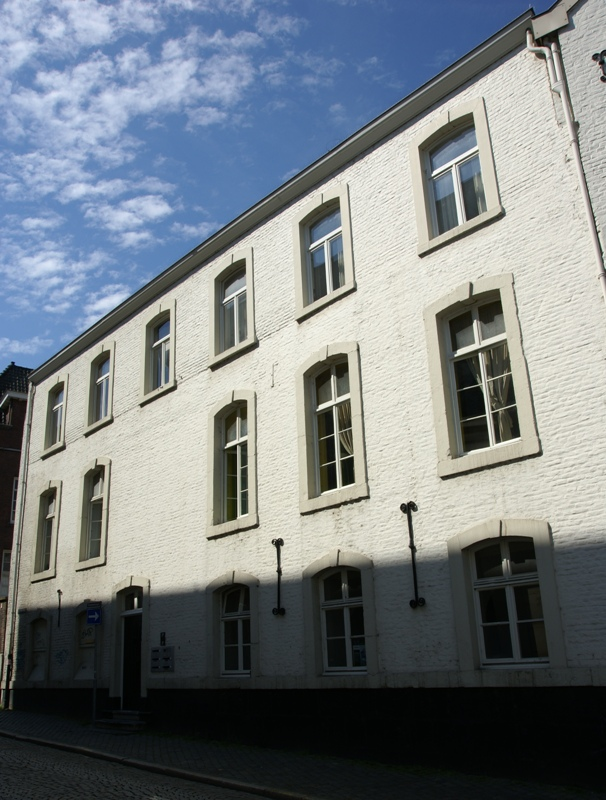
Statenstraat 2
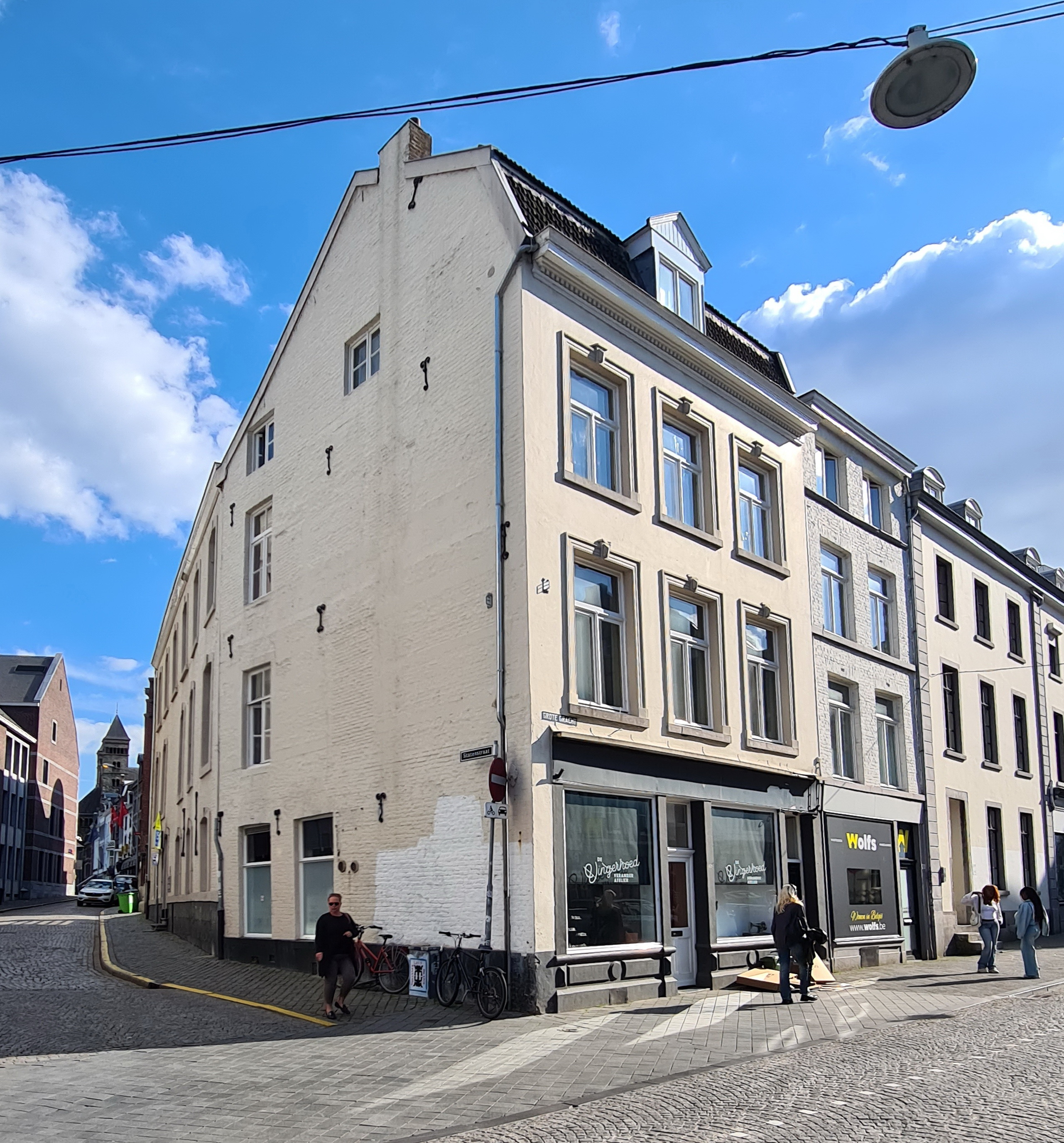
Hoekhuis Grote Gracht 67

### Oostelijke straatwand

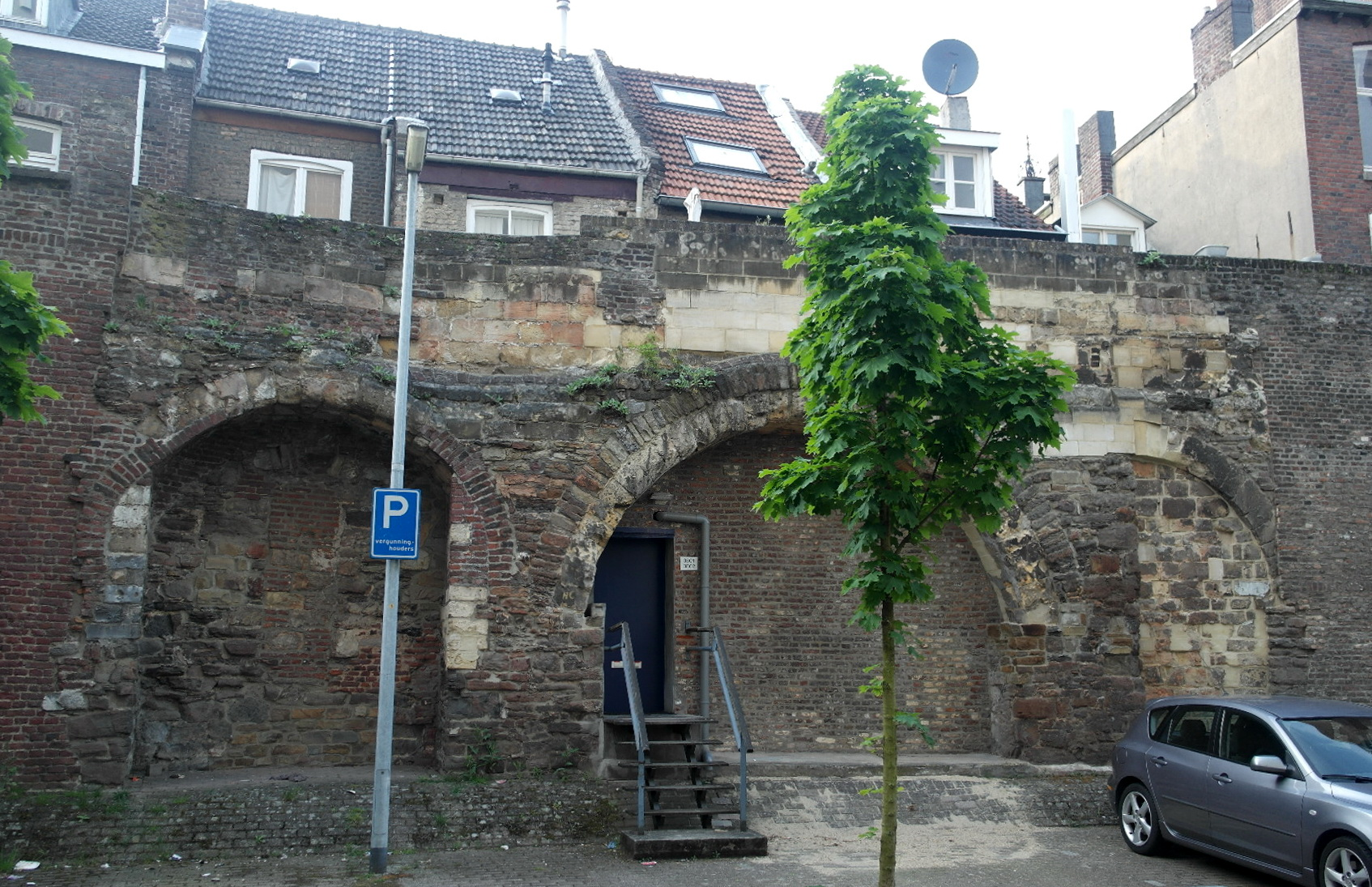
Niet-beschermd restant van de eerste stadsmuur op het achterterrein van het Theater aan het Vrijthof, achter de bebouwing van de Grote Gracht (2016)

- Vrijthof 44 is een groot hoekpand met aan de kant van het Vrijthof een lijstgevel van Naamse steen in Lodewijk XVI-stijl. De zijgevel aan de Statenstraat was in 1915 al vervangen in verband met een rooilijncorrectie, maar ook die is bij de verbouwing van het bankgebouw omstreeks 1980 vervangen door een nog meer versimpelde gevel zonder entree.[noot 7]
- Statenstraat 11A is een zeventiende-eeuws pand in de trant van de Maaslandse renaissance, een restant van een kloostervleugel uit 1619. De noord- en oostgevels zijn door de nieuwbouw van het theater geheel aan het zicht onttrokken. Niet duidelijk is of de in deze muur ingemetselde memoriesteen, afkomstig uit de afgebroken kloosterkapel, behouden is. De wit gepleisterde voorgevel aan de Statenstraat verving in de negentiende eeuw de oorspronkelijke Maaslandse gevel, die in verband met de verbreding van de straat werd afgebroken.[26]
- Niet beschermd is het omstreeks 1990 naar een ontwerp van Arno Meijs gebouwde dienstgebouw van het Theater aan het Vrijthof. Even min beschermd, vreemd genoeg, is het sterk gehavende restant van de eerste stadsmuur van Maastricht, dat zich achter dit theater bevindt.[27]
- Het gemeentelijke monument Statenstraat 1 is een eenvoudig huis met een gepleisterde lijstgevel uit 1906.[28]
- Grote Gracht 65 is een hoekhuis met een achttiende-eeuwse lijstgevel aan de kant van de Grote Gracht.[29] De wit geschilderde zijgevel aan de Statenstraat dateert uit de tijd van de straatverbreding. De bakstenen muur wordt gedomineerd door een niet meer in gebruik zijnd gemeentelijk aanplakbord, waarvan de gepleisterde(?) lijst met de Maastrichtse stadsster resteert.

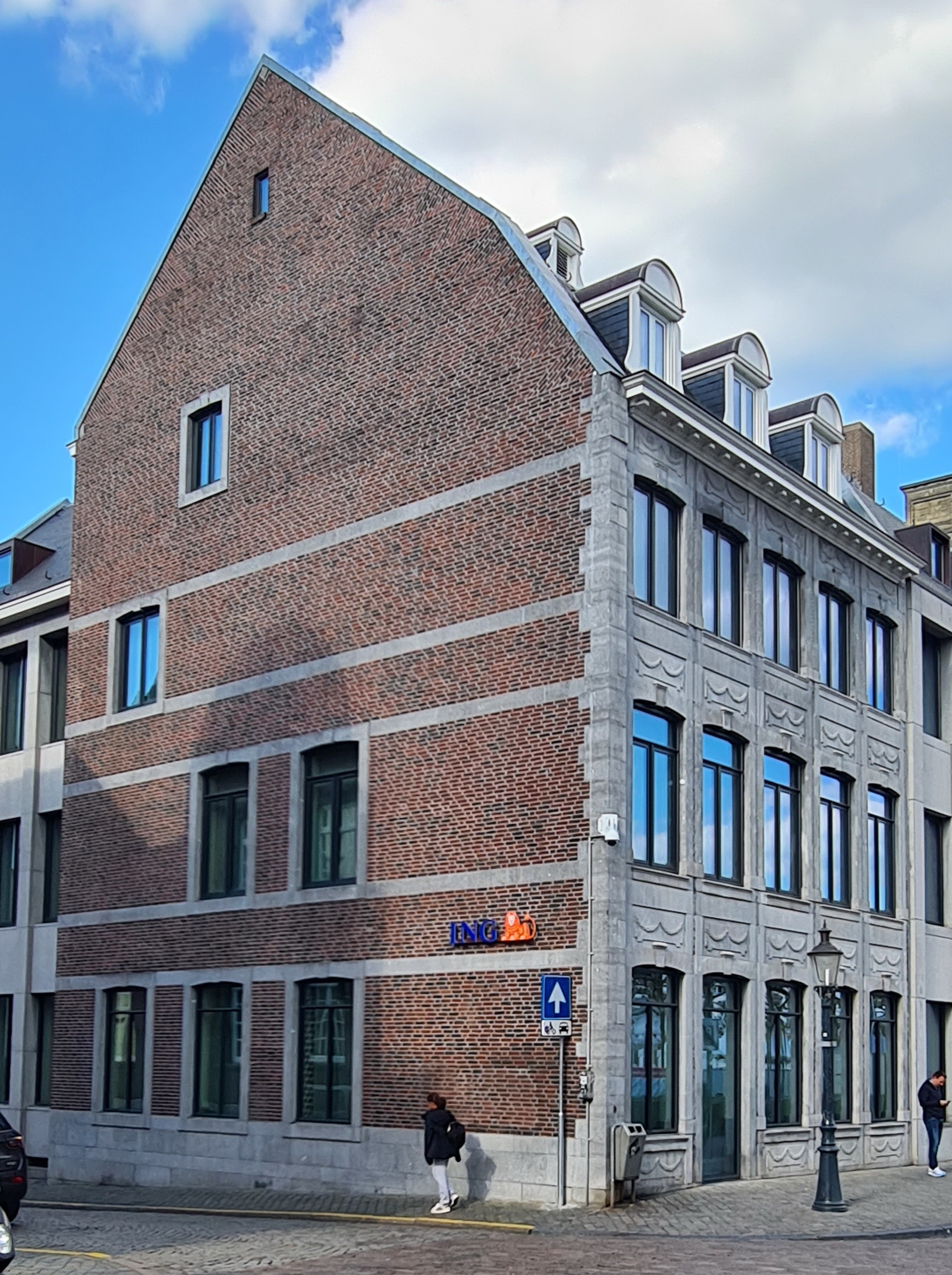
Vrijthof 44
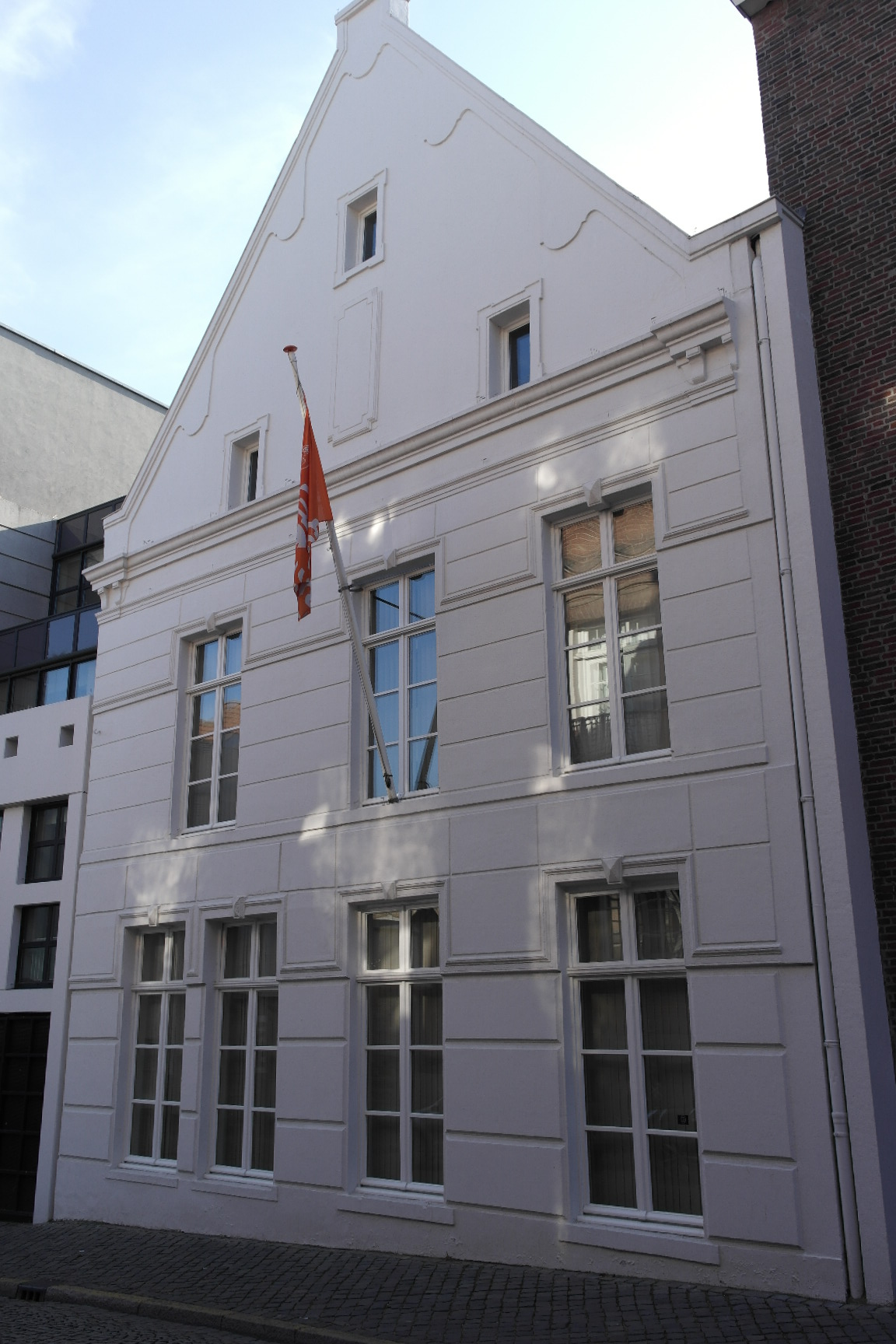
Statenstraat 11/11A
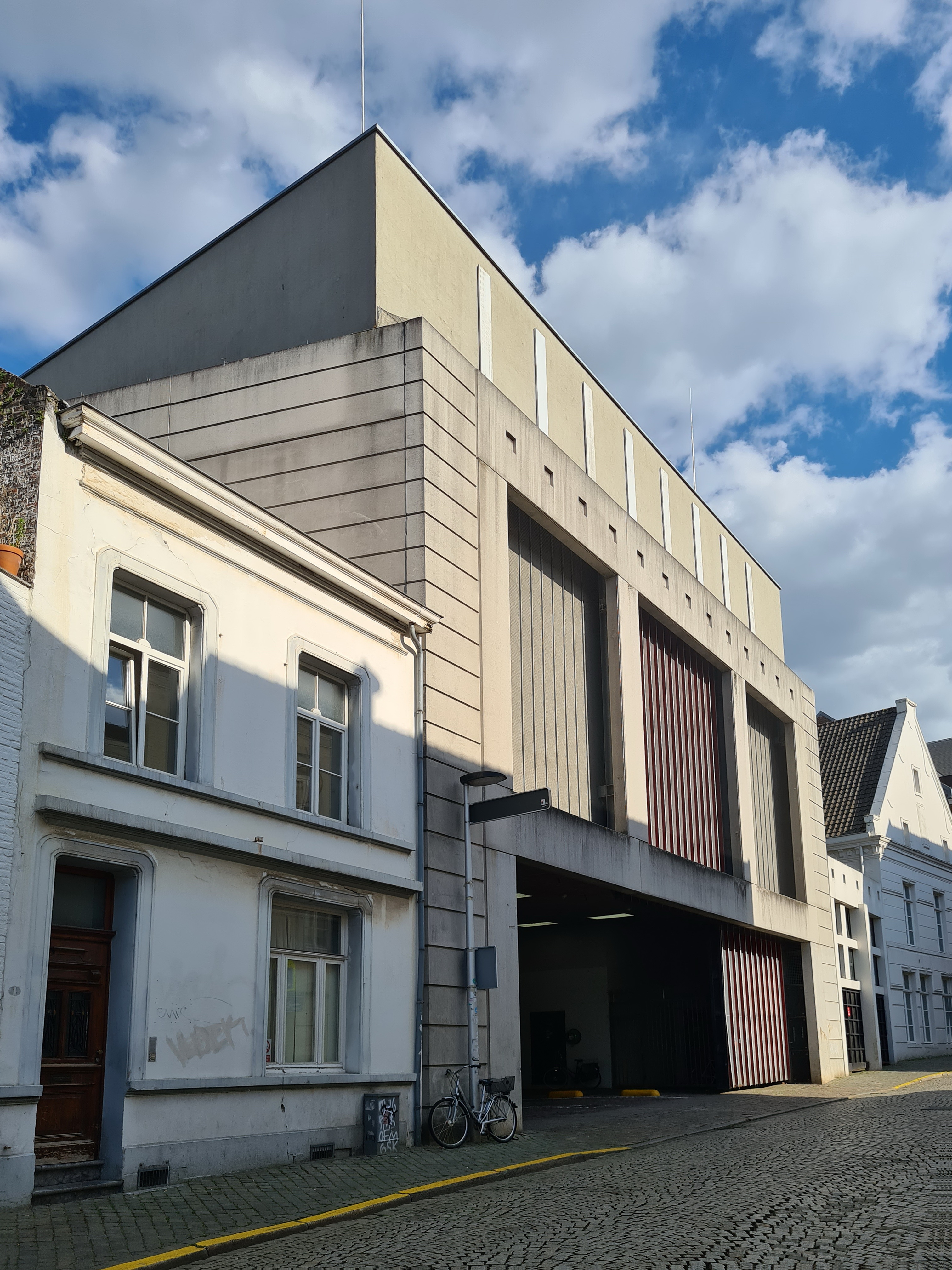
Statenstraat 1 en dienstgebouw Theater aan het Vrijthof
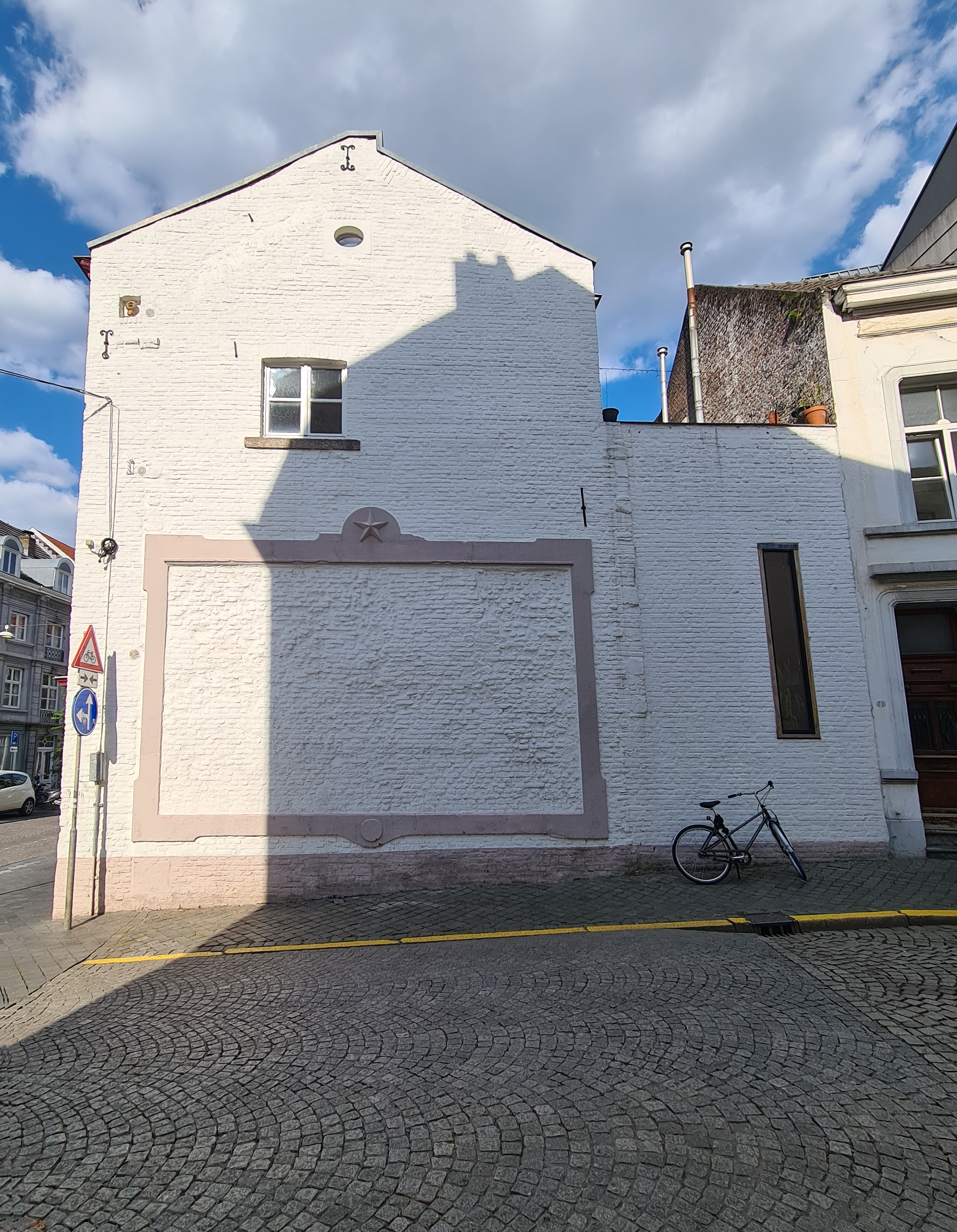
Grote Gracht 65